# QV40
QV 40 est un des tombeaux situé dans la vallée des Reines, dans la nécropole thébaine, sur la rive ouest du Nil face à Louxor en Égypte.

## Description
QV 40 est la tombe d'une reine inconnue, datant de la XIXe dynastie, probablement lors des règnes de Séthi Ier ou de Ramsès Ier.
La tombe possède trois chambres dont une surplombée d'une voûte en berceau. 

Intérieur de la tombe QV40 (fouilles Schiaparelli, 1904).
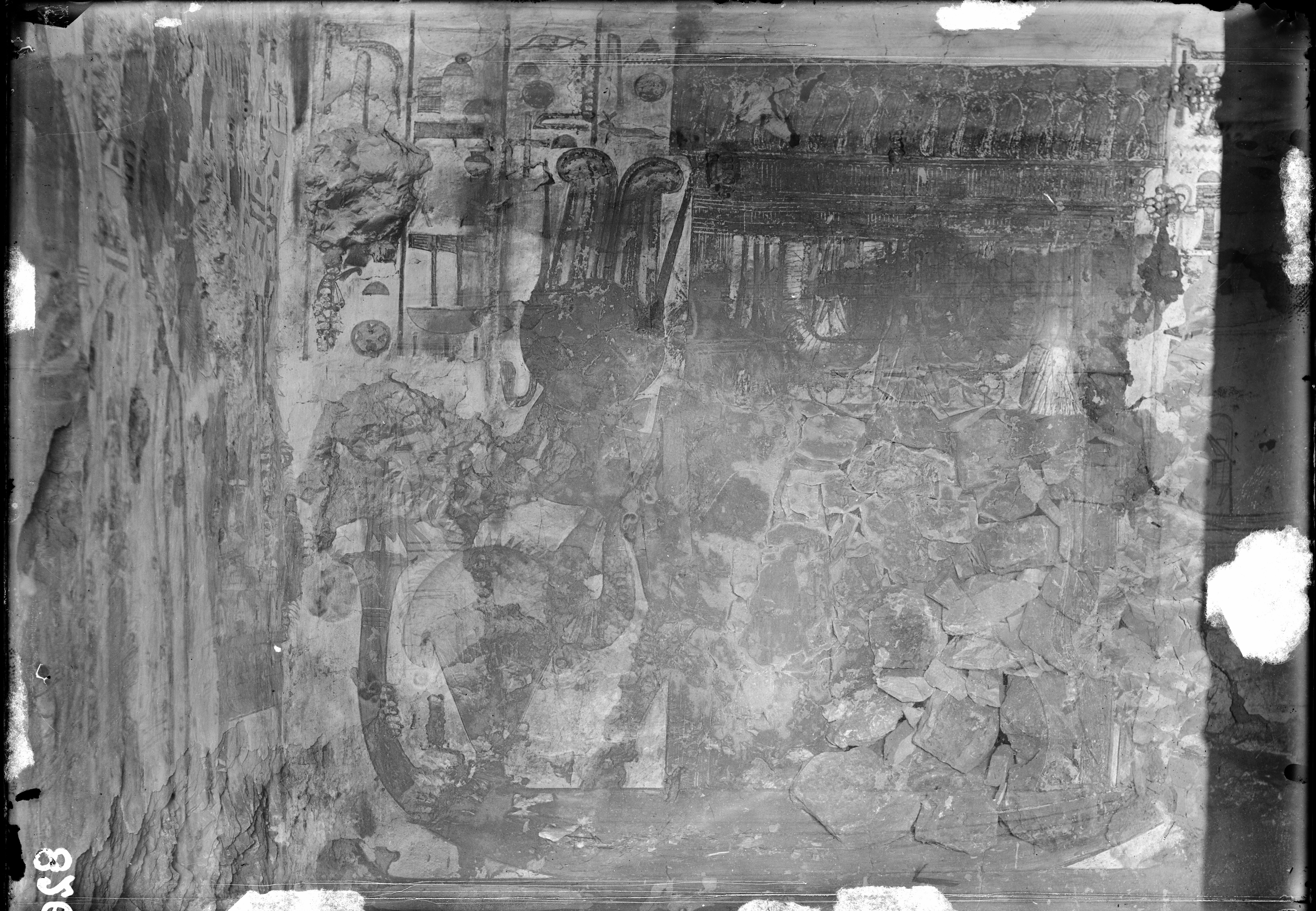
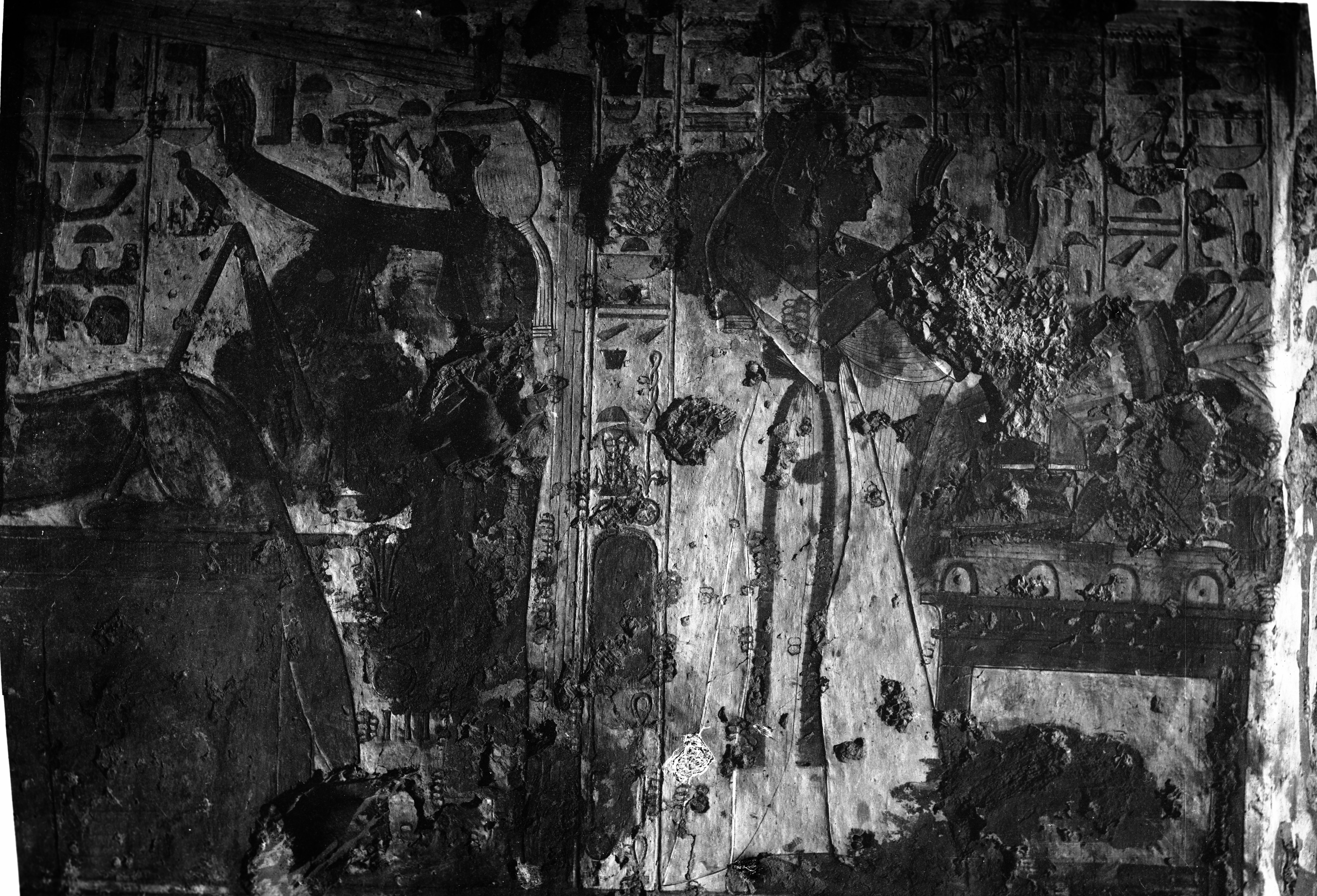

## Histoire
La tombe est mentionnée dès 1826. Elle est rénovée dans les années 1990. Après avoir été visitable depuis les années 1980, elle est fermée à la visite en 2000.